# Gütersloh (huyện)
Gütersloh (/ˈgyːtɐsloː/) là một huyện ở đông bắc của North Rhine-Westphalia, Đức. Các huyện giáp ranh là Osnabrück, Herford, Bielefeld, Lippe, Paderborn, Soest và Warendorf.

## History
Huyện được lập năm 1973 trong cuộc tổ chức lại các huyện ở North Rhine-Westphalia, khi các huyện Halle và Wiedenbrück được hợp nhất. Các huyện Bielefeld, Paderborn, Beckum và Warendorf phải nhường một số khu vực cho huyện mới. Tiền thân của huyện được lập năm 1816 sau khi tỉnh của Phổ Westphalia được thành lập.

## Địa lý
Phía đông huyện là rừng Teutoburg, có đỉnh cao nhất huyện, Hengeberg (316m). Ở phía tây là nguồn của sông Ems. Thung lũng sông Ems có điểm thấp nhất huyện. Gần Harsewinkel với độ cao 56m.

## Thị xã và đô thị
| Thị xã | Đô thị                                                     |
| --- | ---------------------------------------------------------- |
| 1. Borgholzhausen 2. Bredeck 3. Gütersloh 4. Halle (Westf.) 5. Harsewinkel 6. Rheda-Wiedenbrück 7. Rietberg 8. Schloß Holte-Stukenbrock 9. Versmold 10. Werther (Westf.) | 1. Herzebrock-Clarholz 2. Langenberg 3. Steinhagen 4. Verl |